# 女神异闻录5角色列表

《女神异闻录5》主要可操作角色（从左至右）：新岛真、高卷杏、喜多川祐介、Joker、奥村春、坂本龙司、摩尔加纳、佐仓双叶。

女神异闻录5角色列表展示於日本Atlus發售的角色扮演遊戲系列作品《女神異聞錄5》（Persona 5，簡稱「P5」）或相關系列作品的各個角色。
《女神異聞錄5》集中发生在一群高中生组成的心之怪盗团。心之怪盗团通过智能手机上的移动应用程序访问神秘的「異世界」（Metaverse）领域，拥有足够大并且扭曲的欲望的坏人在異世界中拥有自己的「殿堂」。心之怪盗团的工作是通过窃取潜意识中欲望的物理表现-秘宝来改变犯罪分子和坏人的内心使他们承认自己的犯罪。《女神异闻录5》发生在20XX年的现代东京，和一个有人格面具（Persona）的世界中。
游戏中许多人物代表了塔罗牌中的大阿爾克那。各殿堂擁有人代表七宗罪中各种罪行。

## 心之怪盜團
遊戲：玩家可自訂（預設名稱、動畫版名稱：The Phantom，美版：The Phantom Thieves）
主角（Protagonist）　配音員：福山潤（日本）；山德·莫布斯（美國） ；谷江山（中國，P5X）/ 演員：猪野広樹
遊戲：無預設名稱（玩家自訂） / 漫畫版：來棲曉（Akira Kurusu） / 動畫版、《P5D》及《P5X》：雨宮蓮（Ren Amamiya） / 舞台版：每次皆異
- 代號：Joker
- 秘儀：愚者
- 專用人格面具：亚森→撒旦耶爾→勞爾
- 武器：近戰為小刀，射擊為半自動手槍。
- 象徵色：紅色、黑色

《女神異聞錄5》的主角，私立秀盡學園的二年級學生，心之怪盜團的首領。
在某天夜晚回家時，由於為了拯救被喝醉的男性騷擾的女性，得罪權貴而被警察拘捕。不但被學校停學處分，還要接受保護觀察的行為處分。使他轉校去東京就讀秀盡學園二年級，並在父母的友人於四軒茶屋中開辦的咖啡店「盧布朗」的樓上定居。
由於經常會協助佐倉惣治郎處理盧布朗的業務，所以從惣治郎身上習得料理和泡咖啡的技術。
在第一天上學時，因無意中啟動手機應用程式「異世界導航」，而同時跟坂本龍司一起進入鴨志田的殿堂，兩人差點被鴨志田的陰影處決之際，覺醒了人格面具的能力。
在事件結束後，因同伴們的協助而成功洗脫罪名，並於翌年春季帶著摩爾加納一起返回家鄉。
在高中三年級的暑假時，跟摩爾加納一起返回東京探望同伴，與同伴們討論暑假的計劃。其後跟龍司與摩爾加納一起購買必需品時，無意中進入異世界「監獄」而再次被捲入事件。
人格面具的能力為「不羈」，能控制多個人格面具，或將部分作為敵人的陰影變換成自身的人格面具。
異世界的怪盜服裝主要為黑色長外套和白色多米諾骨牌面具。
坂本龍司（Ryuji Sakamoto）　配音員：宮野真守（日本）；馬克斯·邁特爾曼（美國） ；劉照坤（中國，P5X）/ 演員：塩田康平
- 代號：Skull
- 秘儀：戰車
- 專用人格面具：基德船長→齊天大聖→威廉
- 武器：近戰為棍棒，射擊為霰彈槍。
- 象徵色：黃色

私立秀盡學園的二年級學生，心之怪盜團的衝鋒隊長。
為人爽直，父母已離婚，由母親獨力養大。
過去本來是田徑部的王牌成員，因反抗鴨志田老師，結果以「正當防衛」為由被打傷，田徑部還被強行廢部。
與主角在第一天上學時相遇，並無意間一起進入了鴨志田的殿堂，雖然在主角和摩爾加納的協助下成功逃離殿堂，但後來為了瞭解事件而再次跟主角進入殿堂。當主角和摩爾加納被陰影鴨志田的守衛打敗後，從陰影鴨志田口中得知其想法，激起對鴨志田的憤怒而令他的人格面具能力覺醒。
過去因被鴨志田打傷而無法正常跑步，覺醒人格面具後決定面對過去而再次鍛鍊身體，有時還會邀請主角一起鍛鍊，甚至為其介紹自己常去的健身室。
鴨志田事件後，在主角的協助下與過去的同學一起復興田徑部。
在高中三年級的暑假時，跟同伴一起為返回東京的主角和摩爾加納舉辦慶祝會，其後跟主角和摩爾加納一起購買暑假計劃的必需品時，無意中進入異世界「監獄」而再次被捲入事件。
異世界的怪盜服裝主要為海盜風格的黑色衣服、紅色圍巾和骷髏形狀的鐵面具。
高卷杏（Ann Takamaki）　配音員：水樹奈奈（日本）；艾麗卡·哈拉徹（美國）；陶典（中國，P5X） / 演員：御寺ゆき
- 代號：Panther
- 秘儀：戀愛
- 專用人格面具：卡門→黑卡蒂→賽蕾絲婷
- 武器：近戰為鞭子，射擊為衝鋒槍。
- 象徵色：粉紅色

私立秀盡學園的二年級學生，主角的同班同學，心之怪盜團的女演員。
擁有4分之1美國血統的歸國子女，能說出一口流利的英語。性格天真率直，對朋友十分關心。由於擁有模特兒的身材及亮麗的樣貌，使同學們對她產生距離感而被孤立。
父母兩人都是服裝設計師，經常出國工作，所以大多時間都是自己一人渡過。放學後會兼職模特兒的工作。
起初為了好友鈴井志帆在排球部中的前途而對鴨志田的所作所為視而不見，但在志帆跳樓後，被她告知自殺動機而決定向鴨志田報仇，且得知鴨志田打算迫使主角和龍司退學，並認為兩人打算反抗鴨志田而自薦加入他們。在主角等人啟動「異世界導航」時被捲入殿堂中，本來他們為了她的安全而把她趕回現實世界，但因好奇心的驅使而啟動突然出現在手機的「異世界導航」再次進入鴨志田的殿堂，結果被陰影鴨志田的守衛抓住。最後因為從陰影鴨志田見識到鴨志田內心深處的醜惡，在激憤之下覺醒了人格面具能力。
在高中三年級的暑假時，跟同伴一起為返回東京的主角和摩爾加納舉辦慶祝會，其後被主角等人告知異世界「監獄」的存在而與主角等人一起調查事件。
異世界的怪盜服裝主要為紅色緊身衣褲和紅色貓形面具。
本作可攻略對象之一。
摩爾加納（Morgana）　配音員：大谷育江（日本）；、布萊斯·帕彭布魯克〈人類姿態〉（美國）；四喜（中國，P5X） / 演員：大谷育江（聲音演出）
- 代號：Mona
- 秘儀：魔術師
- 專用人格面具：蘇洛→墨丘利→迪亞哥
- 武器：近戰為彎劍，射擊為彈弓。
- 象徵色：黑色

真正身份未明的神秘黑貓，心之怪盜團的精神支柱。
第一人稱為「吾輩」。性格自大，自尊心極高，對金光閃閃的財寶沒有抵抗力，特別是殿堂的秘寶。
對自己的過去一無所知，並認為自己過去也是人類，只是失去了原本的姿態，後來被雙葉指出該想法可能只是自己一廂情願的想法。
懂得開鎖和製作道具。能夠在不使用「異世界導航」的情況下自由進出異世界和現實世界。在現實世界以一隻普通的黑貓姿態示人，還會利用黑貓的姿態為怪盜團進行刺探的工作。在異世界中擁有變身能力，牠能變身成為一架麵包車作為主角們的載具。由於在現實世界以黑貓的姿態活動，所以無法與常人溝通，但只要在異世界中知道其能說話後，就會改變認知與其正常交流。
主角與坂本龍司於鴨志田的殿堂中逃亡時與兩人相遇（動畫版改為兩人為調查而再次進入鴨志田的殿堂時相遇）。後來因為他們面對鴨志田的所作所為而感到束手無策，同時需要人手幫助牠找回記憶，而教授他們盜取心靈的方法。
由於與主角達成協議，所以經常會與主角一起行動，並教導主角製作潛入殿堂時使用的道具，相對主角要為牠提供食宿。
在翌年春季跟主角一起離開東京返回他的家鄉。在7月末的暑假時，跟主角一起返回東京探望同伴，其後跟主角和龍司一起購買暑假計劃的必需品時，無意中進入異世界「監獄」而再次被捲入事件。
喜多川祐介（Yusuke Kitagawa）　配音員：杉田智和（日本）；馬修·默瑟（美國）；彭堯（中國，P5X） / 演員：小南光司
- 代號：Fox
- 秘儀：皇帝
- 專用人格面具：五右衛門→神須佐之男→五郎吉
- 武器：近戰為日本刀，射擊為突擊步槍。
- 象徵色：藍色

公立洸星高校美術科的二年級特招生，心之怪盜團的藝術家。
為人我行我素，容易自我陶醉。與生俱來就擁有優秀的藝術天份。
經常會因莫名其妙的理由遇到經濟方面的困難，不是忘記帶錢外出，就是毫無理財的觀念（曾經為了購買兩隻龍蝦作藝術用途而把身上的錢花光），使他經常會向主角等人借錢。
由於父母雙亡，所以寄養於日本畫大師斑目一流齋之下作為門徒，但祐介和其他門徒的作品全都被以斑目的名義展出。
起初曾經被主角等人誤會是跟蹤狂，希望杏作為他的裸體畫模特兒。主角等人發現斑目潛在的惡行後，決定悔改惡人拯救徒弟們。為了能夠進入斑目殿堂的最深處，決議讓杏做為模特兒誘餌得以進入斑目家中。杏、祐介和摩爾加納進入斑目的倉庫後，發現斑目監守自盜的畫作「小百合」和大量「小百合」的贗品，隨後被斑目發現擅闖倉庫。杏、祐介和摩爾加納逃離現場，進入了斑目的殿堂，期間祐介跟隨著怪盜團行動。他與怪盜團在殿堂中遇到陰影斑目，進而得知斑目的想法後，祐介因自身的憤怒而覺醒了人格面具能力並與主角等人脫困，其後加入怪盜團。在盜取斑目的秘寶時，被陰影斑目告知「小百合」為母親的遺作，以及斑目為獲得畫作而對其母見死不救的真相。斑目事件後離開斑目的茅屋並入住學校的宿舍。
由於在斑目的殿堂中見識到美術界醜陋的一面，使其感到迷惘並陷入瓶頸期。為了克服瓶頸期而在主角陪同下探索人心，期間遇到斑目的舊同學而得知斑目的經歷，最後明白到美醜兼備就是人心而克服瓶頸期。
在高中三年級的暑假時，跟同伴一起為返回東京的主角和摩爾加納舉辦慶祝會，其後被主角等人告知異世界「監獄」的存在而與主角等人一起調查事件。
異世界的怪盜服裝主要為黑色白領衣服配搭狐狸尾巴和白色狐狸面具。
新島真（Makoto Niijima）　配音員：佐藤利奈（日本）；謝拉米·李（美國）；楊夢露（中國，P5X）/ 演員：七木奏音
- 代號：Queen
- 秘儀：女教皇
- 專用人格面具：瓊安→阿娜迪→阿格涅絲
- 武器：近戰為手指虎，射擊為左輪手槍。
- 象徵色：靛藍色

私立秀盡學園的三年級學生，擔任學生會會長，新島冴的妹妹。
心之怪盜團的作戰參謀，懂得使用合氣道。由於已經持有駕駛執照，所以在異世界中還會負責駕駛麵包車狀態的摩爾加納。
父親為警察但因工殉職，母親不在，現和其姊一起居住中。
鴨志田突然自首後，受到校長的委託，以入讀理想大學為條件，調查鴨志田突然改變的原因。
期間偷錄了主角等人的對話內容，並以此威脅怪盜團協助她找出最近向秀盡學園的學生勒索金錢的黑社會人士。
然而，來自其姊和校長的壓力，使她做出魯莽的行動，親自作為誘餌與黑幫老大金城會面並對質，使主角等人能跟金城本人會面，但卻反被抓住並跟主角等人一起被勒索三百萬日圓。被救出後，被主角等人告知異世界的存在和盜取心靈的方法後，決定利用自己被勒索的處境進入金城的殿堂「銀行」，在殿堂裡得知金城的想法後覺醒了人格面具的力量，其後加入怪盜團。
在加入了怪盜團後，重新思考自己的人生，發現自己思想狹窄而請求主角協助她，帶她到自己從未到過的地方逛街，從而擴闊眼界。期間還結識新朋友，並協助被欺騙的朋友認清事實的真相，其後還決定以成為警察的高層作為自己的目標。
高中畢業後升讀大學，並修讀法律系課程。在大學一年級的暑假時，跟同伴一起為返回東京的主角和摩爾加納舉辦慶祝會，其後被主角等人告知異世界「監獄」的存在而與主角等人一起調查事件。
異世界的怪盜服裝主要為黑色騎士服和黑色鐵面具。
本作可攻略對象之一。
佐倉雙葉（Futaba Sakura）　配音員：悠木碧（日本）；艾莉卡·林貝克（美國）；幽舞越山（中國，P5X）
- 代號：Navi
- 秘儀：隱士
- 專用人格面具：死靈之書→普羅米修斯→魔聲之書
- 象徵色：綠色

駭客組織「梅吉多」的創辦人，心之怪盜團的天才駭客。
擁有嚴重的社交恐懼，為人我行我素。
母親的去世和社交恐懼，使她於國中畢業後便沒有再上學，而且還被親戚們虐待，最後被母親的朋友佐倉惣治郎發現後收為養女。房間有醫學、情報工學（日本的特有學科，屬於情報、訊息領域處理的綜合工學）、生物學、心理學等學科專書；她是個重度的家裡蹲，但涉略的知識卻早已超越同齡的孩子，且擁有過目不忘的記憶力和跳躍性思維。
由於在咖啡店「盧布朗」中裝置了竊聽器，而知道「盧布朗」的狀況，其後更偶然聽到主角等人的對話內容，而發現心之怪盜團的真實身份。
母親是專門研究「認知訶學」的學者，一直非常忙碌，但某天母親突然在雙葉眼前被車撞死，母親的親戚和朋友們把母親的死都怪罪於雙葉身上，導致她沉浸於愧疚的自責之中。由於雙葉認為自己害死了母親，使她時常看見母親責罵她的幻覺，而產生了自殺的念頭。
然而，另一方面雙葉亦不想自己自尋短見，而以駭客「阿里巴巴」的身份與主角等人接觸，委托怪盜團盜取自己的心靈。
當主角等人準備於殿堂「金字塔」盜取秘寶時，卻被以雙葉母親為形象的認知怪物所襲擊，同時雙葉也使用突然出現在手機的「異世界導航」進入自己的殿堂。在殿堂「金字塔」裡，看見了各種景象後，使她自己不再自責並燃起了強烈的反抗心，使她覺醒了人格面具的能力，支援怪盜團脫離險境，並擊敗了自己的錯誤認知所創造出來的怪物。
加入怪盜團後為主角等人提供後方的支援，誓要找出害死她母親的幕後黑手，同時也明白過去認為母親憎恨自己的想法只是自己一廂情願的想法。
後來在主角的協助下，嘗試克服社交恐懼的問題，期間跟過去的朋友聯絡使狀態得到改善，其後決定翌年春季重新上學。之後入讀私立秀盡學園，除了體育外，其他科目都獲得優秀的成績。在7月末的暑假時，跟同伴一起為返回東京的主角和摩爾加納舉辦慶祝會，其後被主角等人告知異世界「監獄」的存在而與主角等人一起調查事件。
異世界的怪盜服裝主要為網路服裝和夜視鏡。
本作可攻略對象之一。
奥村春（Haru Okumura）　配音員：戸松遥（日本）；贊茜·黃（美國）；陳雨（中國，P5X）
- 代號：Noir
- 秘儀：女皇
- 專用人格面具：米萊狄→阿斯塔尔塔→露西
- 武器：近戰為斧頭，射擊為榴彈發射器。
- 象徵色：紫色

私立秀盡學園的三年級學生，奧村食品公司社長的千金，心之怪盜團的千金小姐。
為人隨和友善，得體大雅，十分喜歡培種植物。駕駛汽車的方式比較粗暴，儘管於就讀大學時成功考獲駕駛執照，但仍讓新島真為其擔憂，後來甚至使主角等人留下心理陰影。
某次她跟著因吵架而擅自離開怪盜團的摩爾加納一起闖入了父親奧村邦和的殿堂「太空站」，看見摩爾加納被陰影社員打傷在地，在沒被敵人發現的情況下將摩爾加納救了回去，同時也覺醒了人格面具的力量，但無法自由自在地操控而不能戰鬥。
當時摩爾加納跟怪盜團的關係還沒有冰釋前嫌，所以初識時並沒有加入怪盜團。因此，與摩爾加納一起行動時在情急下自稱為「美少女怪盜」。
在正式加入「心之怪盜團」後，一起進入父親的殿堂「太空站」，並在殿堂裡遇到奧村邦和的陰影，知道父親為自己利益打算出賣她後，下定決心不再服從父親並跟怪盜團一起盜取父親的慾望，同時在叛逆精神的完全覺醒下，正式跟自己的人格面具定立契約。
父親去世後，一邊上學一邊打理父親留下的公司，本人對公司的事務與未來感到迷惘。後來在主角的陪伴下面對問題，不但與公司的董事交流想法、拒絕與政治家之子結婚，還決定將來經營屬於自己的咖啡店。高中畢業後升讀大學，並修讀企業經營和種植方面的課程。在大學一年級的暑假時，跟同伴一起為返回東京的主角和摩爾加納舉辦慶祝會，其後被主角等人告知異世界「監獄」的存在而與主角等人一起調查事件。
異世界的怪盜服裝主要為類似法國火槍手的服裝、戴著羽毛帽子和黑色眼罩。
本作可攻略對象之一。
明智吾郎（Goro Akechi）　配音員：保志總一朗（日本）；罗比·戴蒙德（Robbie Daymond）（美國）；Kinsen（中國，P5X） / 演員：佐佐木喜英
- 代號：Crow
- 秘儀：正義
- 專用人格面具：罗宾汉→洛基→佩利沃德
- 武器：近戰為佩劍，射擊為光線槍。
- 象徵色：白色、金色

高中生偵探，高中三年級學生，被稱為「偵探王子再世」。
品學兼優，頭腦靈活，而且為人風趣幽默，亦擁有出色的推理能力和搜查特權。時常上電視節目的名人，由於精湛的頭腦及帥氣的樣貌而令到他的人氣十分旺盛。目前協助著新島冴調查精神失控事件和心之怪盜團。
喜歡咖啡，經常會光顧各地的咖啡店，後來經新島冴的介紹，有時會到「盧布朗」喝咖啡。
在電視節目上，他經常主張心之怪盜團的行為跟普通罪犯一樣，並認為他們必須接受法律的制裁。
在某次電視節目中接受訪問時，與正參與社會教學的主角進行辯論，而認為主角會是良好的競爭對手，動畫版為於「盧布朗」遇到主角。之後，在空餘時間會與主角進行各種比試，如電玩射擊遊戲、桌球、飛鏢等，動畫版還會跟主角一起下象棋。
本人表示主角等人在進入奧村邦和的殿堂時自己也被捲入其中，在殿堂中不但遇到引發精神失控事件的犯人，還覺醒了人格面具的能力。
發現主角等人的真實身份後，以此威脅怪盜團解散，但提出讓自己臨時加入，協助改變新島冴的心，藉此使主角等人能避過追捕。
異世界的怪盜服裝主要為類似英國王子的服裝、紅色斗篷和烏鴉形狀的紅色瘟疫面具。
命名來自於日本三大名偵探之一「明智小五郎」。
芳澤霞 / 芳澤堇（Kasumi Yoshizawa / Sumire Yoshizawa）　配音員：雨宫天（日本）；（美國） ；小N（中國，P5X）
- 代號：Violet
- 秘儀：信念
- 專用人格面具：灰姑娘→凡娜狄斯→艾拉
- 武器：近戰為護手刺劍，射擊為溫徹斯特步槍。
- 象徵色：洋紅色

《P5R》中登場的角色，私立秀盡學園的一年級學生，在主角轉校的同年春季入讀秀盡學園。
國中時期作為新體操選手取得優秀的成績，在秀盡學園中受到校方的期待。
由於最近新體操表演的狀態不太好而感到煩惱，後來與主角達成協議，主角與她一起探索克服狀態問題的方法，她就會教授主角新體操的動作。
在某次比賽中，其成績（第三名）與校方事與願違，校方的想法使她意志消沉。之後，在台場的競技場散心時意外啟動突然出現在手機的「異世界導航」而進入謎之殿堂，被陰影襲擊時覺醒了人格面具的能力。與主角、摩爾加納會合並返回現實世界後，得知了心之怪盜團的真實身份和殿堂的存在。被摩爾加納邀請加入怪盜團時，以「專注新體操」為由拒絕，主角與摩爾加納尊重她的決定而對其他人隱瞞她是人格面具操縱者的事實。
異世界的怪盜服裝主要為黑色體操服配搭女式長外套、黑色長靴，腰上有玫瑰形狀的銀色鐵鍊墜飾，和黑色的女士眼罩。
本作可攻略對象之一。
蘇菲亞　配音員：久野美咲（日本）
- 代號：Sophie
- 秘儀：希望
- 專用人格面具：皮托斯→潘朵拉
- 武器：近戰為溜溜球，射擊為爆能槍。
- 象徵色：橙黃色

《P5S》中登場的角色。
失去記憶的人工智慧少女，除了只記得「成為人類的好友」的目的以外，就沒有其他記憶。
在異世界「監獄」中被主角等人發現，其後加入怪盜團，與怪盜團一起在全國追查「悔改事件」。
在現實世界中，本體是AI所以沒有實體，主要待在主角的手機裡。可以輕易地入侵各種的電子產品，利用此特性在怪盜團中專門處理各式各樣資源及裝備的調度。
異世界的怪盜服裝與本體模樣沒什麼改變，頭部會包覆著頭巾，雙馬尾會變成單馬尾。
長谷川善吉　配音員：三木真一郎（日本）
- 代號：Wolf
- 秘儀：神官
- 專用人格面具：冉阿讓
- 武器：近戰為大劍，射擊為雙持左輪手槍。
- 象徵色：銀色

《P5S》中登場的角色。
警視廳公安部所屬的刑警，階級為警部補，為了調查發生在全國的「悔改事件」而接觸怪盜團。之後，與主角等人達成協議，只要怪盜團協助他調查全國各地的「悔改事件」，就會確保警方不會在毫無證據的情況下逮捕怪盜團，還會提供協助。主角等人在全國各地調查事件時，有時會在旅途中與他們同行。
老家在京都，妻子因交通事故已故，下面有一個女兒茜，因工作性質常常很長一段時間沒法回家陪伴女兒，而導致與女兒關係降到冰點。
異世界的怪盜服為披著高肩黑色大衣西部牛仔風格的服裝。

## 怪盜團的協助者
伊格爾（Igor）　配音員：津嘉山正種、田之中勇【特別出演】（日本）
- 秘儀：愚者

長鼻白髪的神秘老人。夢與現實、意識與無意識之間的世界－天鵝絨房間的主人。
在本作是天鵝絨房間的獄長，並稱呼主角為「命運之囚」。
不但警告主角「即將來臨的『毀滅』」，並告訴主角只有「自由的『更生』」才能回避滅亡的來臨，而「更生」的課題就是盜取別人心中扭曲的慾望。
手機應用程式「異世界導航」的製作者，主角剛到達東京時擅自把該程式交給他，之後還把程式給予能夠幫助主角的人，或覺醒了人格面具的人。
卡蘿莉娜 & 芮絲汀娜 / 拉雯妲（Caroline & Justine / Lavenza）　配音員：豐崎愛生（日本）
- 秘儀：力量

雙胞胎姊妹，天鵝絨房間的獄卒，與伊格爾同樣是天鵝絨房間的居民。
卡蘿莉娜的性格較急躁，經常會對主角惡言相向，會用甩棍敲打主角的鐵籠。
芮絲汀娜的性格較文靜，但跟卡蘿莉娜一樣會嘲諷主角。
在翌年的暑假時，代替不在天鵝絨房間的伊格爾協助主角。
佐倉惣治郎（Sojiro Sakura）　配音員：中田讓治（日本） / 演員：森山栄治
- 秘儀：教皇

四軒茶屋中所開辦的咖啡店「盧布朗」的店主。
主角父母的友人，主角的監護人，同時亦是佐倉雙葉的養父。
除了為主角提供食宿，後來還與其達成協議，只要主角願意於空餘時間幫忙處理咖啡店的業務，就會教授主角泡咖啡和烹飪的技術，甚至傳授咖哩的製作方法。
過去曾經是政府的公務員，同時也在工作時認識了一色若葉並成為朋友。儘管當時多次追求若葉，但最後都是無功而回。在若葉逝世後收養了雙葉。
在翌年的暑假時，跟雙葉一起為返回東京的主角和摩爾加納舉辦慶祝會。之後為主角等人租借露營車。
岩井宗久（Munehisa Iwai）　配音員：江川央生（日本）
- 秘儀：倒懸者

在澀谷商店街中經營生存遊戲專賣店。
除了為主角們提供各種武器及裝備，還會向主角們收購「贓物」（由異世界帶回現實世界的物品，但本人並不知道物品來自異世界），且能製作仿如真槍的模型槍。
由於遭人勒索，被要求量產仿真槍，而打算收集情報，但不想暴露行蹤而感到苦惱。後來與主角達成協議，只要主角能幫他做類似「快遞」類型（實際上就是某些危險工作，包括暗中收集黑道的情報）的委託，就會給予主角「特別菜單」的優惠，即為特殊槍械的改造與槍械高階技能強化。
在翌年的暑假時，卻暫停營業。
武見妙（Tae Takemi）　配音員：齊藤佑圭（日本）
- 秘儀：死神

四軒茶屋的女內科醫生。
有時會到「盧布朗」喝咖啡。
擁有研發各種新藥的才能，所以傳聞她會出售不明藥物給病人。
由於有急需研發的新藥物，而與主角達成協議。主角要成為她試驗新藥的實驗品，而她會為主角們低價提供回復藥物。
在翌年的暑假時，因出席醫學會議而暫時離開東京，醫院也暫停營業。
本作可攻略對象之一。
吉田寅之助（Toranosuke Yoshida）　配音員：野田圭一（日本）
- 秘儀：太陽

落魄政治家，在澀谷車站入口前宣傳自己的政治理想，但時常被路人喝倒采，謔稱為「廢柴寅」。
與主角達成協議，只要主角兼職助手的工作，他就會傳授主角「演講技巧」。
御船千早（Chihaya Mifune）　配音員：松来未祐〈P5〉、照井春佳〈動畫版、P5R〉（日本）
- 秘儀：命運

塔羅牌占卜師。
她在初次認識主角時，占卜到主角有關於他自身未來處境的一些關鍵詞。
在主角改變其顧客的命運後，與主角達成協議，她會為主角提供各種占卜服務和優惠，但主角必須與她一起探索改變命運的方法。最後還占卜到主角是能改變世界的詭騙師。
本作可攻略對象之一。
織田信也（Shinya Oda）　配音員：金田晶（日本）
- 秘儀：塔

精通電玩的小學生，綽號為「King」。
心之怪盜團的忠實支持者，在電玩店認識了主角後，與主角達成協議，只要主角能把他介紹給怪盜團，他就會教授主角攻略電玩射擊遊戲所需的「射擊技術」。
大宅一子（Ichiko Ohya）　配音員：內山夕實（日本）
- 秘儀：惡魔

追蹤有關於怪盜團情報的女記者，很想做一篇專屬怪盜團的獨家大新聞。
喜歡喝酒的她，經常在酒吧中喝酒。
她確信能夠從主角身上獲得有關怪盜團的相關情報。與主角達成協議，她會為怪盜團編寫對怪盜團有利的報導，相對主角會與她交換有關怪盜團的情資。
本作可攻略對象之一。
川上貞代（Sadayo Kawakami）　配音員：淵上舞（日本） / 演員：南沙羽
- 秘儀：節制

秀盡學園的國語老師，主角和杏的班級主任老師。
由於遭人勒索，為了還債而於學校下班後，兼職女僕家務服務。
因三島和龍司好奇心驅使下找主角打電話找「女僕家務服務」，主角才發現老師的兼職身份。
由於缺錢只好拜託主角指名她，期間與主角達成協議。只要主角為她保密兼職一事，她就允許主角翹課或不專心上課充分利用時間，但同時主角必須擔保翹課一事不會影響自己的學業成績。
本作可攻略對象之一。
東郷一二三（Hifumi Togo）　配音員：磯村知美（日本）
- 秘儀：星星

公立洸星高校的二年級學生，女性將棋比賽冠軍級人物。
經常在教會沉澱自己的心靈，是為了開發自己新的將棋戰術。
之後，與主角達成協議，她會指導主角下棋，但同時主角必須作為她測試戰術的實驗對象。
本作可攻略對象之一。
三島由輝（Yuuki Mishima）　配音員：阪口大助（日本） / 演員：糠信泰州
- 秘儀：月亮

私立秀盡學園的二年級學生，主角和杏的同班同學，排球部成員，為教師鴨志田的暴力行為的受害者之一。
鴨志田事件後知道主角為怪盜的身份，不但成為心之怪盜團的忠實支持者，並為怪盜團製作討論網站「怪盜頻道」。
新島冴（Sae Niijima）　配音員：甲斐田裕子（日本） / 演員：茉莉邑薫
- 秘儀：審判

檢察廳特別搜查部的檢察官，新島真的姊姊。
有時會到「盧布朗」喝咖啡。
父親的死讓她體認到，嘴巴上的正義有多麼的無力，地位才是一切，為了達到她口中的"出人頭地"，埋首於工作。也由於工作上的壓力，不時會遷怒於真，造成真的迷惘逐漸擴大
最初在調查精神失控以及廢人化事件，怪盜團的出現讓她判斷，只要抓住怪盜團就能解開廢人化事件的謎團，於是透過與明智的非官方合作機制追捕怪盜團。
主角被警方抓住後，作為事件負責人審問他，期間與其達成協議。她會拋開先入為主和常識等觀念相信主角的自白，但主角必須把真相告知給她。事件結束後辭職並成為律師。
在翌年的暑假時，出手協助怪盜團，救出被非法逮捕審問的長谷川善吉，並在怪盜團成功脫困後告訴他們，一定要平安回到東京，這就是最好的禮物了。
丸喜拓人（Takuto Maruki）　配音員：日野聰（日本）
- 秘儀：顧問官

《P5R》中登場的角色，秀盡學園的輔導員兼保健老師。
以秀盡學園4月發生的某個教師的事件為契機，作為學生關懷的一環作為非常駐的學校輔導員赴任。於5月開始於秀盡學園就職，任期只到同年的11月。
善於傾聽且能夠一針見血地給出明確的建議，在學生之中廣受好評。
之後與主角達成協議，只要主角願意於空餘時間接受他的心理諮詢，和協助他進行心理研究，他就會教授主角心智訓練的方法。
約瑟　配音員：森下由樹子（日本）
《P5R》中登場的角色，存在於印象空間中的謎之少年。
為了學習人類而收集花朵並將它們變成果汁喝下。
與主角等人進行各種各樣的交易，如用收集到的花朵來交換道具、將石結晶變成飾品、還可以用印章來產生一些特殊效果。
艾露（Elle）　配音員：高橋李依（日本）
- 武器：近戰為旗幟，射擊為手槍。

《P5T》中登場的角色。
拯救了意外闖入異世界並遭到襲擊的JOKER一行人。
不擅長思考細節，經常不加思索就行動。
但她憑著這股行動力與開朗的個性成為了“革命家”的領袖。
歷作《女神異聞錄5》作品裡唯一沒有人格面具也可參戰的可操作角色。
春日部統志郎　配音員：前野智昭（日本）
- 專用人格面具：埃內斯托

《P5T》中登場的角色。
被視為下一任總理的年輕國會議員。
闖入異世界後遭到囚禁，被怪盜團救出後，與他們展開了在異世界的冒險。
個性認真且理性，具有政治家應有的智謀，擅長縱觀全局，是屬於指揮官類型的人物。
但他極度害怕戰鬥和受傷，採取行動時經常以安全為優先考慮。
春日部由紀　配音員：上田麗奈（日本）
《P5T》中登場的角色。
格爾妮卡　配音員：菲魯茲·藍（日本）
《P5T》DLC“Repaint Your Heart”中登場的角色，全球知名的蒙面藝術家。
在現實世界創作了許多作品替社會的弱勢族群表達憤怒。。
後來失去理智，不斷地在異世界裡襲擊居民。
露卡　配音員：菲魯茲·藍（日本）
《P5T》DLC“Repaint Your Heart”中登場的角色，穿著老鼠布偶裝的少女。
似乎對異世界發生的異常情況有所了解，一個人努力地試圖制止失控的格爾妮卡。
她也知道心之怪盜團的存在，並且向偶然相遇的JOKER一行人求助。

## 其他人物
校長　配音員：平井启二（日本） / 演員：山岸拓生
秀盡學園的校長，為了學校的評鑑而收正在保護觀察期間的主角。
鴨志田老師突然自首的事件影響了校譽而感到苦惱不堪。
事實上私底下與檢察廳的特搜部長有所往來，受特搜部長所託而私下請新島真追查「鴨志田事件」發生的真正主因。
　  由於調查一直沒有進展，自知即將遭到捨棄，一度考慮向警方自首與上層的關係，遭到廢人化而被大貨車撞死。
特捜部長　配音員：麻生智久（日本）
檢察廳特別搜查部的部長，新島冴的上司，後遭到廢人化而死。
鈴井志帆　配音員：佐藤朱（日本） / 演員：早乙女ゆう
杏的好友，排球部的女隊員，鴨志田事件的受害者之一，在學校跳樓自殺未遂。
住院後在杏的陪伴，及看著杏努力的模樣後，重新振作決定努力活著。然而由於鴨志田事件的緣故決定轉學，杏也因此感到不捨及悲傷。
鴨志田卓　配音員：三矢雄二（日本） / 演員：高木俊
過去曾經是奧運選手中的金牌得主，私立秀盡學園的體育老師，排球部的顧問老師。
私底下除了會以蠻橫、霸道的態度和暴力行為對待學生之外，還時常對女學生進行性騷擾的變態行為，更因而促使鈴井志帆自殺未遂。
曾經因坂本龍司的反抗，便以「正當防衛」為理由把他打傷，還將田徑部強行廢部。
中野原夏彦　配音員：深川和征（日本）
原本是日本畫大師斑目一流齋的學生之一，過去因曾跟蹤前女朋友而遭到心之怪盜團悔改，後來拜託怪盜團讓斑目一流齋悔改。
斑目一流齋　配音員：堀之紀（日本） / 演員：
世界有名的日本畫畫家，扶養祐介長大的師父。被發現有剽竊畫作的嫌疑後遭到心之怪盜團調查，並在確認罪行後成為怪盜團的目標。
雖然陰影斑目表示扶養祐介的理由分別為「確認喜多川祐介是否知道畫作〈小百合〉的真相」和「避免畫作〈小百合〉的真相曝光」，但後來主角與祐介從其舊同學口中得知斑目曾經因為幼時的祐介生病而慌張的求助。
金城潤矢　配音員：田中一成、藤本隆宏〈動畫版、P5R〉（日本）
掌握澀谷一帶的黑社會老大，極度迷戀金錢，屢次對學生進行詐欺與恐嚇等的行為。
卷上和也　配音員：逢坂良太〈動畫版〉（日本）
以各式餐廳為下手目標的竊盜團的首領。不但懂得開鎖，還經營提供開鎖服務的公司。
卷上尚也　配音員：齐藤壮马〈動畫版〉（日本）
卷上和也的弟弟，公立洸星高校的二年級學生，劍道部成員。
由於經常被其兄暴力對待，而在網站「怪盜頻道」發出委託。
最上夢子　配音員：米山有佳子〈動畫版〉（日本）
秀盡學園的女學生。對心上人同學進行了網路纏擾，經由怪盜團悔改而下定決心告白。告白最後以失敗告終，但兩人決定從朋友開始做起。
司　配音員：猪股慧士〈動畫版〉（日本）
在真的協助路線故事中登場。讓許多女性為他掏錢的男公關。遭到主角及真妨礙後悔改。在動畫中也作為印象空間的目標之一登場。
一色若葉　配音員：荒川美奈子（日本）
佐倉雙葉的母親，認知訶學的研究者。
生前曾經研究認知的異世界，有寫出相關的研究論文。
在工作中認識了作為公務員的佐倉惣治郎，兩人還成為朋友。曾經對惣治郎所製作的咖哩感到驚喜，其後還以科學方法改良了咖哩的食譜而讓惣治郎感到意外。
在雙葉的目擊之下突然意外事故身亡，研究論文也不翼而飛。
一色葉司　配音員：德本英一郎〈動畫版〉（日本）
佐倉雙葉的舅父。
由於認為自己不比一色若葉優秀，而終日沉迷賭博。
奧村邦和　配音員：掛川裕彥（日本）
奧村食品公司的社長，奧村春的父親。
公司旗下包含「大爆炸漢堡」的連鎖店，企業規模之廣甚至拓展到海外。
被指控使用劣質食材及嚴重刻薄員工。
獅童正義　配音員：池田秀一（日本） / 演員：
眾議院議員，外表清廉正直，對社會發生的連續精神失控事件表示憂慮，並有意參選首相，獲得廣大市民支持。
乾　配音員：麻生智久（日本）
秀盡學園的歷史老師。
宇佐美　配音員：吉川未来（日本）
秀盡學園的數學老師。
牛丸　配音員：松本大督（日本）
秀盡學園的公民老師，被學生稱為「拋物線之王」，當學生不專心上課時會拿粉筆丟向他。
蝶野　配音員：藤野朋子（日本）
秀盡學園的英語老師。
鴨志田事件後，為免學校再次發生類似的事件，而調查其他教職員，審視他們有沒有不良的背景。
蛭田　配音員：菅沼久義（日本）
秀盡學園的生物老師。
美佳　配音員：宮下早紀〈動畫版〉（日本）
女模特兒，高卷杏兼職的同事，原本敵視杏，最後與杏轉向正常競爭關係。
艾絲卡魯格·拉拉　配音員：麻生智久〈動畫版〉（日本）
新宿酒吧「新男大姐」的店長。比較關心作為老顧客的大宅一子。
高尾榮子　配音員：篠原侑〈動畫版〉（日本）
秀盡學園的女學生。
中岡　配音員：岩瀬周平〈動畫版〉（日本）
秀盡學園的男學生，原田徑部成員。希望原本的教練能夠回歸。向鴨志田暴露了成員的家庭狀況。
武石　配音員：小林直人 (声優)〈動畫版〉（日本）
秀盡學園的男學生，原田徑部成員。似乎因為父母是PTA的會長，所以被山內利用了。
山内　配音員：徳本英一郎〈動畫版〉（日本）
秀盡學園的地理老師、也是鴨志田的馬屁精。自薦想成為田徑部的新顧問，實際上只是想炒作話題，計劃暴露後被開除了顧問一職。
柊愛麗絲　配音員：佐仓绫音（日本）
《P5S》中登場的角色。
在澀谷人氣急速上升的偶像，以獨特的時尚和歌曲大紅。
夏芽安吾　配音員：岸尾大輔（日本）
《P5S》中登場的角色。
小說《惡夢的王子》的作者，在仙台擁有廣大人氣的輕小說作家。
一之瀬久音　配音員：日笠陽子（日本）
《P5S》中登場的角色。
在仙台的牛舌屋遇到的女人，在讚揚着牛舌的魅力。東鳳大學教授，負責研究人工智慧，Maddice旗下的應用程序「EMMA」的始創者。
冰堂鞠子　配音員：寺瀬今日子（日本）
《P5S》中登場的角色。
以理想的城市為目標的大政治家，與奧村邦和相識。
近衛明　配音員：大川透（日本）
《P5S》中登場的角色。
在大阪設立世界級IT企業「Maddice」的社長，以革新的服務撼動人心。
長谷川茜　配音員：大空直美（日本）
《P5S》中登場的角色。
善吉的女兒。是心之怪盜團的大粉絲、房間裡都擺滿了心之怪盜團的周邊。
鏑木京　配音員：伊倉一惠（日本）
《P5S》中登場的角色。
國安局女警官，善吉的上司。女強人，對犯罪分子零容忍。
雖然也有著改革腐敗警察組織官僚風氣的想法，不同於善吉的是，她深知憑目前的地位無能為力，因此選擇明哲保身，向善吉提出等她上位一起改革的目標。
為了達到上位的目標，在緊急時刻選擇聽從上層的命令，捨棄善吉，保住自己。最後在怪盜團及善吉的努力下扳倒大和田，親自指揮逮捕大和田及其黨羽。
大和田純　配音員：澤木郁也（日本）
《P5S》中登場的角色。
前內閣成員，眾議院議員。兩年前，他的秘書在一次交通事故後自殺。與獅童反社會組織的關係存疑。
長谷川葵
《P5S》中登場的角色。
善吉之妻，茜的母親。兩年前，她被大和田祕書的汽車撞倒去世。
暴君真理惠　配音員：中原麻衣（日本）
《P5T》中登場的角色。
將軍由喜　配音員：茶風林（日本）
《P5T》中登場的角色。
薩邁爾　配音員：關俊彥（日本）
《P5T》中登場的角色。